# Шицберг
Шицберг (њем. Schützberg) општина је у њемачкој савезној држави Саксонија-Анхалт. Једно је од 39 општинских средишта округа Витенберг. Према процјени из 2010. у општини је живјело 153 становника. Посједује регионалну шифру (AGS) 15091310.

## Географски и демографски подаци
Шицберг се налази у савезној држави Саксонија-Анхалт у округу Витенберг. Општина се налази на надморској висини од 73 метра. Површина општине износи 11,0 km². У самом мјесту је, према процјени из 2010. године, живјело 153 становника. Просјечна густина становништва износи 14 становника/km².